# Girona Club d'Hoquei
Maillots
Dernière mise à jour : 1er février 2019.
Le Girona Club d'Hoquei est un club de rink hockey fondé en 1940 et situé à Gérone dans le Gironès en Catalogne. Il évolue actuellement dans le championnat d'Espagne de rink hockey.